# الشباك (صحيفة)
 الشباك :جريدة رياضية جزائرية تصدر أيام السبت الثلاثاء والخميس مختصة في أهم الأخبار الرياضية في الجزائر.

## وصلات خارجية
- الموقع الرسمي لجريدة الشباك .